# Техеран
Техеран (на персийски: تهران) е столица на Ислямска република Иран и център на Техеранската провинция. Градът е най-големият в страната, един от най-големите в Азия и заема 5-о място по този показател в света. Заедно с това е и политически, икономически, търговски, транспортен, финансов и културен център на Иран. В южната част на града се намира петролна рафинерия.
Разположен е в северната част на страната – в подножието на Алборз и на около 90 km южно от брега на Каспийско море. Градът се простира на около 40 – 50 km в посока запад-изток. Северната част (Шемиран) е разположен на 2000 m н.в., а южните предградия Рей и Султанабад са в непосредствена близост до пустинята Дащ е Кявир.
Заедно с предградията си населението му наброява 15 800 000 души. През XX век Техеран е обект на масови миграции от цялата страна. Отличава се с голямо етническо, религиозно и езиково разнообразие. Основната религия е ислямът. Отличителна черта са множеството джамии, църкви и зороастрийски храмове с културно-историческо значение.
През 2009 г. Техеран заема 33-то място в класацията за най-скъп град. По брой на населението е на 19-о място, а по БВП – 56-о място.

## Произход на името
Съществуват няколко версии за произхода на името „Техеран“ (на персийски: تهران):
Според официалния сайт на града, названието му произлиза от „дъно“ (ته – тех) и остарялата форма за „склон“ (ران – ран). Така думата Техеран може да бъде разшифрована като техран – „подножие на планински склон“, тоест „Техеран“ – град в подножието на планински склон. Тази теория не е лишена от основание, тъй като Техеран действително е разположен на южния склон на Точал, хребет на Алборз.
Според друга теория името на Техеран идва от названието на партския град Тиран, намирал се недалеч от днешната столица на Иран. Самото име Тиран се превежда като „Обител на Тир“ (бог на дъжда в зороастрийската митология). Недалеч от Тиран е съществувал и град с името Мехран – „Обител на Мехра“ (бог на водата), който днес е жилищен район в покрайнините на Техеран. В далечно минало тези два града стават част от гр. Рей, който днес е предградие на Техеран.
Според трета теория Техеран означава „топло място“, в противоположност на „студеното място“ Шемиран – район в северната част на днешния град.
Техеран е наричан Градът на 72-те нации, защото е привличал хиляди имигранти през годините от най-различни народности и племена.

## История

### От древността до XIX век
Според археологическите разкопки на мястото на съвременния Техеран съществува селище още през 6000 г. пр.н.е. Преселници идват към склоновете на Алборз, спасявайки се от зноя на солените пустини на юг. В самото начало Техеран е село, намиращо се на няколко километра северозападно от Рей – един от най-древните ирански градове. Жителите на това село се занимават основно с производството на плодове и зеленчуци.
Тласък за възхода на Иран като политически център е унищожаването на град Рей от монголците през 1228 г. Жителите на разрушения град се устремяват към почти недокоснатия от Чингис хан Техеран. Известно е, че в писанията си, отнасящи се към 1275 г., Мохамад Закария Газвини описва Техеран като „важен търговски град“. По това време градът е разделен на 12 района (махале), които се управляват от военни. През XIII век градските жилища са  от глина или  издълбани в скалите. Подобен тип населени места могат да се видят в северната част на съвременен Ирак. През 1340 г. Техеран е описан от Мустафа Хамдули като един от четирите района на Варамин и по това време е най-големият град в местната монголска провинция на Илханидите. Възстановяването на Рей преминава под контрола на властта в Техеран.
През юли 1404 г. испанският пътешественик Руй Гонсалес де Клавихо по време на пътуването си до Самарканд става вероятно първият европеец, посетил Техеран. Той го описва като голям град, на север от който е разположена резиденция на Тимуридите, а Рей описва като изоставено селище. Планът на Техеран от началото на XV век е възстановен благодарение на разположението на мемориалните храмове имамзаде: така например, имамзаде Сайед Исмаил (най-старият архитектурен паметник в Техеран) тогава се е намирал на южния край на града. Северозападният край на Техеран се е простирал до съвременния район на двореца Голестан. От началото на XV век Техеран започва активно да се разраства на север в търсене на прохладни места и питейни източници, и на склоновете на хребета Точал се появяват градски квартали.
През 1553 – 1554 г. шах Тахмасп I, вторият владетел от династията на Сефевидите, построява  Техеранския пазар, както и градски стени със 114 (по броя на сурите на Корана) оръдейни кули. Сефевидите избират Техеран за един от главните си бастиони тъй като, от една страна, в Рей се намира гробницата на основателя на династията Сайед Хамзи, а от друга – Техеран по това време се превръща в традиционно убежище за шиитските бежанци (Сефевидите са първата шиитска династия в управлението на Иран). Преди това Тахмасп е принуден да премести столицата на държавата от Табриз в Газвин (на 150 km на запад от Техеран), във връзка със заплахата от превземането на Табриз от османците. Тахмасп разглежда Техеран като своя възможна резиденция в случай на непосредствена заплаха за Газвин. Европейски пътешественици споменават, че градските стени са непропорционално мощни за неголемия провинциален град. Дължината им е 8 km, като те обхващат територия от 4,5 km², докато в това време населението на Техеран не превишава 20 хиляди души.
Постоянна резиденция в Техеран, наречена Chahar baq („Четири градини“), построява Абас II. По заповед на Сюлейман I в града започва да се строи дворец (Диванхане), в който през 1721 г., в навечерието на нахлуването на афганците в Иран, последният шах на Сефевидите предава властта на османския султан Ахмед III.
Бумът на строителството в Техеран започва в началото на XVIII век. Владетелите от династията на Зендите, сменили Сефевидите, започват активно да застрояват правителствения квартал. Карим Хан заповядва да се построи в Техеран дворец, харем и резиденция за държавните учреждения. Вероятно той е имал намерение да пренесе столицата в Техеран, но по-късно функциите на столица са предадени на Шираз (древна столица на Персия). Със смъртта на Карим Хан за Техеран започва борба между лоялния на Зендите Гафур Хан и Мохамед Хан Каджар. На 12 март 1786 г., Мохамед Хан влиза в Техеран и окончателно пренася столицата на държавата в града. За това решение влияние оказва удачното стратегическо положение на Техеран на кръстопътя на търговските пътища, както и заплахата за северните провинции от страна на Руската империя.

### Столица на Иран
Фетх Али-шах, племенник на Мохамед Каджар, има най-значим принос в строителството на Техеран.  Към 1830 г. населението на Техеран достига 150 хиляди души. При Мохамед Каджар Техеран се разпростира извън пределите на градските стени. На север от града са построени редица пищни дворци.
Най-мащабната реконструкция за цялата история на Техеран започва през 1870 г., при Насредин-шах. Той заповядва да се взривят всички стари фортификационни съоръжения, на чието място се появяват нови градски квартали. Унищожена е старата стена и е построена нова, във формата на неправилен осмоъгълник с дължина 19 km. През тези места, където са се намирали 12-те богато украсени градски врати, днес преминават главните магистрали, водещи в града. Освен това при Насредин-шах е проведена реконструкция на голям брой здания и е построена централизирана система на водоснабдяване. Към края на управлението му (1897 г.), населението на града превишава 250 хиляди души, като по-голямата част от тях живеят извън градските стени.
През 1925 г. Иран е оглавен от Реза Шах Пахлави, и през 1930-те години градът преживява още едно обновяване. По заповед на Реза Пахлави „стените на Насредин“ са съборени, а на тяхно място са прокарани широки булеварди. Шахът кани голям брой чужди архитекти за строителството на нови здания за държавните и търговските учреждения. След реконструкцията площта на Техеран нараства повече от десетократно в сравнение с града при Фатх Али-шах, достигайки 46 km².
През 1943 г., в Техеран се провежда международна конференция на главите на правителствата на трите основни държави от антихитлеристката коалиция – СССР, САЩ и Великобритания, на която са определени примерни срокове за откриването на втори фронт. На конференцията са дадени и гаранции за независимостта и териториалната цялост на Иран след края на войната.
След края на Втората световна война населението на Техеран достига 1 млн. души. При Мохамед Реза Пахлави, последният шах, много древни постройки на стария град са унищожени, тъй като шахът смята, че те нямат място в съвременен Техеран. На мястото на уникалните фортификационни съоръжения и дворци понастоящем са разположени небостъргачи и широки шосета. С началото на типовото жилищно строителство, чиито пик е през 60-те години на 20 век, Техеран окончателно губи своя древен вид. Самият шах се премества със семейството си на север от града, в Ниаваран.
През 1969 г. Шемиран е включен в състава на Техеран, след което разширението на север спира. По новия градоустройствен план градът започва да се развива на запад и изток. Градското застрояване плътно се приближава към Кередж. На запад и на юг от града са построени огромни промишлени райони. Резкият скок на цените на нефта през 1970-те и последвалата енергийна криза на Запад дават нов тласък в развитието на Техеран. Шахът има намерение да използва доходите от експорта на нефт за строителство на нов район на Техеран, който би станал символ на властта на Пахлави. Проектът „Шахестан“ е готов през 1976 г., но парите бързо свършват и районът така и не е построен.
На 8 септември 1978 г. в Техеран, както и в целия Иран, започват демонстрации на противниците на шахския режим, които скоро прерастват в масови безредици. Първият такъв голям протест е разгонен от полицията. От този момент икономиката на Техеран на практика спира заради всеобщите стачки. В края на краищата, на 16 януари 1979 г. шахът, който не е в състояние да се противопостави на демонстрантите, напуска Иран, а на 1 февруари милиони техеранци посрещат имама Рухолах Хомейни, изгонен 15 години по-рано от страната. В града има сблъсъци между хомейнистите и противниците им. На 9 февруари започват мащабни улични стълкновения, в хода на които за две денонощия поддръжниците на Хомейни взимат под свой контрол всички правителствени учреждения, силовите ведомства и полицейските участъци. Оттогава 11 февруари се отбелязва в Иран като Ден на победата на Революцията. На 4 ноември същата година войнствено настроени студенти овладяват американското посолство, чиито сътрудници са държани в плен 444 дни.
В хода на ирано-иракската война, от май 1985 г. Техеран регулярно е подлаган на обстрел с иракски ракети Р-11, което довежда до значителни жертви сред гражданското население и разрушения. Към края на войната, през пролетта на 1988 г. интензивността на обстрела достига своя пик: за 6 седмици иракските войски изстрелват по града 190 ракети. Обстрелът е в отговор на аналогичния (но доста по-слаб) ракетен обстрел на Багдад. В Техеран се стичат бежанци от западните провинции, а около 30% от техеранците бягат в северната част на Иран. По същото време към Техеран се устремява поток от бежанци от съседен Афганистан, където също се води война.
През 1986 г. е създадена градската администрация на Голям Техеран, която заема площ от около 1500 km². Техеран е разделен на 22 градски окръга. От началото на 1990-те години, териториалното разширение на Техеран на практика спира. През 2001 г. започва да функционира метрото в града. През 2007 г. е завършено строителството на кулата Милад, която става 4-то по височина съоръжение в света. На 27 юни 2007 г. в някои райони на Техеран протичат масови безредици, предизвикани от неочакваното обявяване на въвеждането на квоти при продажбата на бензин на частни лица.

## География
Техеран е разположен в северната част на Иран, на южния склон на планината Алборз, разделяща града от южното Каспийско крайбрежие. Простира се на около 30 km в посока север-юг и на около 40 – 50 km в посока запад-изток. Площта на Техеран е около 1550 km². Надморската височина е около 1100 m н.в. в южната част и 1700 m н.в. в северната. Тази денивелация от 600 m в разстояние на около 30 km между планината и пустинята е характерен белег на града.
При хубаво време от града се вижда връх Дамаванд. Той е най-високият в Иран и е по-висок от всички върхове на запад от него в Азия и Европа. Фигурира в персийската митология и легенди и има същото значение за иранците като Фуджи за японците.
Техеран се състои от стара част, реконструирана през 1870 – 1872 г. и нова част, чието строителство започва през 40-те години на ХХ век. Новата част на града се разпростира в северна посока. Там живее най-богатата част от населението на града. В централната част на Техеран са разположени държавните институции, банките и офисите, а в по-слабо заселените южни и западни райони са промишлените предприятия.

### Климат
Техеран се отличава с прохладна пролет, горещо и сухо лято, топла есен и мека зима. В северните части на града климатът е прохладен и влажен, докато в южните е горещ и сух. Лятото е горещо и сухо, валежите са минимални. По-големи количества валежи падат от края на есента до началото на пролетта. Най-горещият месец е юли – средната температура е между 26 °C и 36 °C, а най-студен е месец януари – с температури между -1 °C и 8 °C.
| Климатични данни на Техеран           | Климатични данни на Техеран | Климатични данни на Техеран | Климатични данни на Техеран | Климатични данни на Техеран | Климатични данни на Техеран | Климатични данни на Техеран | Климатични данни на Техеран | Климатични данни на Техеран | Климатични данни на Техеран | Климатични данни на Техеран | Климатични данни на Техеран | Климатични данни на Техеран | Климатични данни на Техеран |
| Месеци                                | яну.                        | фев.                        | март                        | апр.                        | май                         | юни                         | юли                         | авг.                        | сеп.                        | окт.                        | ное.                        | дек.                        | Годишно                     |
| Абсолютни максимални температури (°C) | 19,6                        | 23,0                        | 28,0                        | 32,4                        | 37,0                        | 41,0                        | 43,0                        | 42,0                        | 38,0                        | 33,4                        | 26,0                        | 21,0                        | 43,0                        |
| Средни максимални температури (°C)    | 7,9                         | 10,4                        | 15,4                        | 22,1                        | 27,9                        | 33,9                        | 36,6                        | 35,6                        | 31,6                        | 24,4                        | 16,2                        | 10,0                        | 22,7                        |
| Средни минимални температури (°C)     | −1                          | 1,0                         | 5,0                         | 12,0                        | 16,0                        | 22,0                        | 26,0                        | 24,0                        | 21,0                        | 14,0                        | 7,0                         | 2,0                         | 12,0                        |
| Абсолютни минимални температури (°C)  | −15                         | −13                         | −8                          | −4                          | 2,4                         | 5,0                         | 14,0                        | 13,0                        | 9,0                         | 2,8                         | −7                          | −13                         | −15                         |
| Средни месечни валежи (mm)            | 34,6                        | 32,2                        | 40,8                        | 30,7                        | 15,4                        | 3,0                         | 2,3                         | 1,8                         | 1,1                         | 10,9                        | 26,0                        | 34,0                        | 232,8                       |
| Брой на слънчевите часове             | 173.6                       | 182.8                       | 205.5                       | 222.8                       | 289.5                       | 345.1                       | 349.5                       | 340.3                       | 304.0                       | 256.1                       | 194.9                       | 166.1                       | 3030.2                      |
| ------------------------------------- | --------------------------- | --------------------------- | --------------------------- | --------------------------- | --------------------------- | --------------------------- | --------------------------- | --------------------------- | --------------------------- | --------------------------- | --------------------------- | --------------------------- | --------------------------- |
| Източник:                             |                             |                             |                             |                             |                             |                             |                             |                             |                             |                             |                             |                             |                             |

## Административно деление
По-голямата част от Техеран се намира в шахрестан Техеран. През 1968 година 1800 km² са под юрисдикцията на общината. Извън тези граници строителството е забранено, тъй като останалата земя се използва за селскостопански нужди. С течение на времето селските райони са станали част от метрополията на града: Рей, Исламшахр, Дарсанабад, Акбарабад, Кудс, Шахрияр. От 1996 година градът надхвърля границите на шехрестан Техеран и навлиза в съседните територии на шахрестаните Шемиранат (на север), Рей (на юг) и Исламшахр (на югозапад).
Техеран е разделен на 22 градски окръга, с обща площ от 707 km². Последното разширение е през 1991 година, когато градът се „разтяга“ с близо 50 km.

### Райони на Техеран
Техеран е условно разделен на 112 района (нахии). Те не разполагат със собствен административен апарат, тъй като са исторически обособени, а не административни единици. Обикновено районите нямат ясни граници. Често един район може да бъде разположен в няколко окръга. По-големите райони са:
| - Абасабад - Амирабад - Афсарийе - Баг-Фейз - Базар - Бахарестан - Ванак - Веленджак - Дарабад - Дараке | - Дарбанд - Дарашт - Дарус - Гейтарие - Гиша - Голхак - Гомрок - Джавадие - Джамаран - Джанатабад | - Джомхури - Евин - Елахие - Ехтиарие - Зафарание - Йордан - Йефтабад - Лавизан - Назиабад - Нармак | - Ниараван - Олимпийско село - Паменар - Парке шахр - Пасадаран - Пунак - Рей - Саадатабад - Сейед-Хандан - Содегие | - Таджриш - Техранпарс - Техрансар - Фармание - Хасанабад - Шемиран - Шахрара - Шахре-зиба - Шахраке-гарб - Юсефабад |

### Управление
Управлението на Техеран се осъществява от Ислямски градски съвет на Техеран (на персийски: شورای اسلامی شهر تهران). Съветът се състои от 15 депутати, избирани от гражданите за срок от 4 години. Ислямският съвет е отговорен за управлението на градските служби и бюджета, както и за избора на кмет. Сегашният кмет на Техеран е Мохамад-Багер Галибаф – встъпва в длъжност през септември 2005 година, наследявайки поста от Махмуд Ахмадинеджад.

## Население
Когато Техеран става столица населението ѝ наброява около 100 000 души. През ХХ век населението расте с бързи темпове. През 1956 година правителството предприема редица мерки за ограничаване на строителството в града. През 1976 година годишният прираст на населението е 4%, а през 2000 година – 1,1%.
Населението през 2006 година наброява около 7 700 000 души, а заедно с метрополията е около 13 500 000 души.
Според националното преброяване през 2016 г. населението на Техеран е 8 693 706 души, със среден годишен прираст от 1,31% след предходното преброяване през 2011 г.
|                                             | 1891    | 1922    | 1932    | 1956      | 1966      | 1980      | 1986      | 1991      | 2006      |
| Население                                   | 160 000 | 210 000 | 249 504 | 1 512 082 | 2 719 730 | 5 361 335 | 6 042 584 | 6 475 527 | 7 705 036 |
| Гъстота (д/km²)                             | 6540    | 8590    | 10 200  | 15 120    | 9610      | 9600      | 8430      | 8990      |           |
| Прираст (%)                                 | 3       |         | 4       | 4,6       | 5,9       | 5,8       | 4,1       |           |           |
| Миграции                                    |         |         | 3800    | 1700      | 24 900    | 25 900    | 47 500    | 35 000    |           |
| Източник: Atlas de Téhéran et Mansour Ohadi |         |         |         |           |           |           |           |           |           |

|  | С метрополията: - 12 151 000 (2005) - 13 413 348 (2006) |

### Език
Населението на Техеран е толкова разнообразно, че смесването на множество езици и диалекти са довели до появата на техерански диалект на персийския език, който се налага в цялата страна. Вторият по говоримост език е азербайджанският. Също така са се формирали и редица общности на: кюрди, лури, белуджи, туркмени, араби, асирийци, арменци.

### Религия
96% от населението на Техеран са шиити. Около 200 000 души или 2,8% от населението на града изповядват бахайската вяра. В Техеран се срещат и християни. Те са последователи главно на Арменската апостолическа църква (около 60 000 души), Руската православна църква и асирийската църква. След Ислямската революция от 1979 година броят им силно намалява.
Еврейската общност наброява около 16 000 – 18 000 души. В Техеран има 18 синагоги, както и множество училища и библиотеки. Зороастрийската общност наброява около 10 000 души. Има представители и на множество други религиозни общности: сунити, сикхи, индуси, будисти, мандаянисти, суфисти.

## Икономика
Преди да стане столица на Иран, Техеран е представлявал голямо земеделско селище. След откриването на големи нефтени запаси в Иран започва и индустриализацията. Населението на града бързо нараства и се превръща в икономически център на Иран. Земеделието е заменено от промишлеността.
Техеран е икономическия център на Иран. Около 30% от работещите в публичния сектор на Иран и 45% от големите промишлени предприятия са разположени в Техеран. Другата част от работещите са заети в сферата на търговията и транспорта. Преди Ислямската революция от 1979 година множество чуждестранни компании инвестират в страната и в Техеран. В днешно време те са незначителен брой.
Повече от 50% от електрониката и текстила на Иран се произвеждат в Техеран. Също така са развити химическата промишленост, автомобилостроенето, производството на оръжия, цимент и захар. Водещо място заема производството на килими и мебели. В южната част на града е разположена петролна рафинерия.
Техеран разполага с четири летища, от които две международни – „Мехрабад“ и „Имам Хомейни“.
В Техеран има фондова борса, на която през 2006 г. са представени 420 компании. Борсата е открита през 1968 г., прекратява работата си след Ислямската революция и отново възобновява работата си през 1989 г. Техеранската фондова борса е държавно нетърговско обединение.

## Известни личности
Родени в Техеран
- Азам Али (р. 1970), певица
- Ашкан Дежага (р. 1986), футболист
- Бабак Занджани (р. 1974), бизнесмен
- Меди Мадавикия (р. 1977), футболист
- Маджид Маджиди (р. 1959), режисьор
- Насрин Сотудех (р. 1963), общественичка
- Мохамед Реза Пахлави (1919 – 1980), шах
- Салим Гази Саиди (р. 1981), музикант
- Хади Техрани (р. 1954), архитект
- Вахид Хашемян (р. 1976), футболист
- Амир Шапурзадех (р. 1982), футболист

Починали в Техеран
- Александър Грибоедов (1795 – 1829), руски писател
- Насреддин шах (1831 – 1896), шах
- Сатар Хан (1868 – 1914), политик
- Рухолах Хомейни (1900 – 1989), политик и духовник

## Побратимени градове
|  | държава                    | град         |
|  | -------------------------- | ------------ |
|  | Великобритания             | Лондон       |
|  | САЩ                        | Лос Анджелис |
|  | Русия                      | Москва       |
|  | Южна Корея                 | Сеул         |
|  | Обединени арабски емирства | Дубай        |
|  | Филипини                   | Манила       |
|  | Беларус                    | Минск        |
|  | Куба                       | Хавана       |
|  | Таджикистан                | Душанбе      |
|  | Венецуела                  | Каракас      |
|  | Китай                      | Пекин        |
|  | РЮА                        | Претория     |